# Zarzià
El zarzià és una cultura de finals del Paleolític superior i del Mesolític, que es va desenvolupar al sud-oest asiàtic el període que abasta del 18000 BP al 10000 BP. El nom li vé de la cova de Zarzi, al Kurdistan iraquià, lloc on es va identificar aquesta cultura arqueològica. La va precedir la cultura baradostiana, també pròpia de la mateixa regió, i s'ha estimat una possible relació amb la cultura imereti del Caucas. El zarzià es caracteritza per la presència abundant de micròlits (a la cova de Zarzi representaven fins a un 20% de les troballes totals), amb la forma de trapezoides curts i asimètrics i triangles amb buits.
Hi ha pocs jaciments que presentin elements de la cultura zarziana, el que podria ser una prova de la despoblació de la zona durant l'Epipaleolític. Entre els jaciments més importants hi destaquen la coves de Palegawra, Shanidar B2 i Zarzi. Les restes faunístiques associades a estructures de caràcter temporal indiquen que el zarzià mantenia encara una estratègia de subsistència de caçadors-recol·lectors centrada en el consum d'hemió, cérvol i ovicàprids. A més, se l'associa amb restes de gos domesticat i amb la introducció de l'arc i la fletxa. La cultura zarziana sembla haver participat en les primeres etapes del que l'arqueòleg nord-americà Kent Flannery ha anomenat la revolució d'ampli espectre.
Sembla que el zarzià es va estendre cap al nord, a la regió de Gobustan (Azrerbaidjan), i cap a l'Iran Oriental, on seria el precursor de les cultures d'Hissar i relacionades.